# La Pernía
La Pernía è un comune spagnolo di 400 abitanti situato nella comunità autonoma di Castiglia e León, comarca di Montaña Palentina.